# Jamie Harding
Jamie Harding (Londra, 12 luglio 1979) è un attore britannico, nato da padre britannico e da madre sudanese.
Harding è noto per aver interpretato il terrorista Ahmed al-Nami nel film del 2006 United 93.

## Filmografia parziale
- United 93, regia di Paul Greengrass (2006)
- O' Jerusalem, regia di Elie Chouraqui (2006)
- The Devil's Double, regia di Lee Tamahori (2011)